# Nikolaus Ott
Nikolaus Ott –conocido como Niko Ott– (Constanza, 9 de julio de 1945) es un deportista alemán que compitió para la RFA en remo. Participó en los Juegos Olímpicos de México 1968, obteniendo una medalla de oro en la prueba de ocho con timonel.

## Palmarés internacional
| Juegos Olímpicos | Juegos Olímpicos          | Juegos Olímpicos | Juegos Olímpicos |
| Año              | Lugar                     | Medalla          | Prueba           |
| ---------------- | ------------------------- | ---------------- | ---------------- |
| 1968             | Ciudad de México (México) | Medalla de oro   | Ocho con timonel |